# Teleportación cuántica
La teleportación cuántica es un proceso en el cual se transmite información cuántica de una posición a otra suficientemente alejada (ya que se tendrán estados entrelazados en ambas localizaciones) mediante un canal clásico. Debido a que se produce un intercambio de información mediante un canal clásico, este intercambio no puede ir más rápido que la velocidad de la luz. 
La información cuántica que se transmite es lo que llamamos qubit (o cúbit), el análogo cuántico del bit. Un bit es un sistema que puede existir en dos estados distintos, por ejemplo, para representar 0 y 1. Entonces, un qubit será un sistema cuántico de dos estados. 
El término de teleportación cuántica fue acuñado por el físico Charles Bennett, en su artículo de 1993 juntos con sus colegas G. Brassard, C. Crépeau, R. Jozsa, A. Peres y W. K. Wootters. La teleportación cuántica fue realizada por primera vez para un solo fotón, y más tarde se realizó para varios sistemas, tales como átomos, iones, electrones y circuitos superconductores. El último récord establecido de la mayor distancia a la que se ha realizado una teleportación cuántica es de unos 1400 km por el grupo de Jian-Wei Pan usando el satélite Micius.

## Realización
El objetivo de esta técnica es transmitir un qubit entre Alice (emisora) y Bob (receptor) mediante el envío de dos bits clásicos. Previamente, Alice y Bob deberán compartir un estado entrelazado (entangled). Para simplificar el proceso, el estado que comparten suele ser uno de los estados de la base de Bell. Los cuatro estados de Bell son:
{\displaystyle {\begin{cases}|\Phi ^{+}\rangle ={\frac {1}{\sqrt {2}}}(|0\rangle _{A}\otimes |0\rangle _{B}+|1\rangle _{A}\otimes |1\rangle _{B})\equiv |\beta _{00}\rangle \\|\Phi ^{-}\rangle ={\frac {1}{\sqrt {2}}}(|0\rangle _{A}\otimes |0\rangle _{B}-|1\rangle _{A}\otimes |1\rangle _{B})\equiv |\beta _{10}\rangle \\|\Psi ^{+}\rangle ={\frac {1}{\sqrt {2}}}(|1\rangle _{A}\otimes |0\rangle _{B}+|0\rangle _{A}\otimes |1\rangle _{B})\equiv |\beta _{01}\rangle \\|\Psi ^{-}\rangle ={\frac {1}{\sqrt {2}}}(|0\rangle _{A}\otimes |1\rangle _{B}-|1\rangle _{A}\otimes |0\rangle _{B})\equiv |\beta _{11}\rangle \end{cases}}}
Por facilidad, se denotará a los estados de las siguientes formas
{\displaystyle |0\rangle _{A}\otimes |1\rangle _{B}\equiv |0\rangle _{A}|1\rangle _{B}\equiv |01\rangle }
siendo las tres equivalentes entre sí, recordando siempre que el primer qubit pertenecerá a Alice (o el sistema A) y el segundo a Bob (o sistema B).
Una vez elegido el estado de Bell que compartirán, se separarán una distancia tal que no pueda haber ninguna influencia entre ambos sistemas. Pongamos, por ejemplo, que han escogido el estado {\displaystyle |\beta _{00}\rangle } . El objetivo ahora es transmitir un estado (o qubit) que alguien le da a Alice, llamando a ese estado {\displaystyle |\Psi \rangle =\alpha |0\rangle +\beta |1\rangle }, a Bob. De este estado ni Alice ni Bob conocen los valores de {\displaystyle \alpha } o {\displaystyle \beta } (únicamente saben que, como es obvio, el estado debe estar normalizado). Como este estado lo tiene Alice, ella tendrá tanto el qubit que tenía entrelazado con Bob como este qubit. Así, se tendrán en total tres qubits, en el que el primero pertenece a Alice y procede del estado {\displaystyle |\Psi \rangle }, el segundo también pertenece a Alice y es el que formaba parte del estado compartido {\displaystyle |\beta _{00}\rangle }, y el tercero pertenecerá a Bob y forma parte del estado compartido. El estado inicial del sistema será
{\displaystyle |\Psi _{0}\rangle =|\Psi \rangle |\beta _{00}\rangle =(\alpha |0\rangle +\beta |1\rangle ){\frac {1}{\sqrt {2}}}(|00\rangle +|11\rangle )={\frac {1}{\sqrt {2}}}[\alpha |0\rangle (|00\rangle +|11\rangle )+\beta |1\rangle (|00\rangle +|11\rangle )]}
Recordar antes de empezar el procedimiento que el objetivo es teletransportar el estado {\displaystyle |\Psi \rangle } transmitiendo del sistema A al B solo dos bits clásicos. 

### Primer paso: Puerta CNOT
Lo primero que se le hará a este estado inicial será aplicarle una puerta CNOT a los dos qubits de Alice. El fundamento de una puerta CNOT es que un qubit nos sirva de control mientras que otro sea un objetivo (target). El hecho de aplicar una puerta CNOT al estado inicial hará que los estados {\displaystyle |\Psi \rangle } y  {\displaystyle |\beta _{00}\rangle } (de este estado solo se entrelazará con el qubit de Alice) se entrelacen. El aplicar una puerta CNOT se puede ver como aplicar un operador a los estados, tal que la matriz con la que podemos representar a este operador sea de la forma 
{\displaystyle \operatorname {CNOT} ={\begin{pmatrix}1&0&0&0\\0&1&0&0\\0&0&0&1\\0&0&1&0\end{pmatrix}}}
Vamos a ver qué significa aplicar este operador. Si se tiene un estado de dos qubits {\displaystyle |ab\rangle }, donde a y b pueden ser 0 o 1, el operador CNOT hará que si a=0, b no cambiará de valor, pero si a=1, b cambiará al valor contrario. Es decir, 
{\displaystyle {\begin{cases}CNOT|00\rangle =|00\rangle \\CNOT|01\rangle =|01\rangle \\CNOT|10\rangle =|11\rangle \\CNOT|11\rangle =|10\rangle \end{cases}}}
Como se ha dicho, se aplicará el operador CNOT a los dos qubits de Alice, siendo el qubit de {\displaystyle |\Psi \rangle } el qubit de control y el qubit de Alice del estado {\displaystyle |\beta _{00}\rangle }  el qubit objetivo. Por lo tanto se obtendrá lo siguiente
{\displaystyle |\Psi _{1}\rangle =CNOT|\Psi _{0}\rangle ={\frac {1}{\sqrt {2}}}[\alpha |0\rangle (|00\rangle +|11\rangle )+\beta |1\rangle (|10\rangle +|01\rangle )]}
donde lo único que se ha variado con respecto del estado {\displaystyle |\Psi _{0}\rangle } es el segundo qubit de A (el correspondiente al estado {\displaystyle |\beta _{00}\rangle }).

### Segundo paso: Operador de Hadamard
A continuación Alice aplicará una puerta u operador de Hadamard. El operador de Hadamard representa una rotación de ángulo {\displaystyle \pi } sobre el eje {\displaystyle ({\hat {x}}+{\hat {z}})/{\sqrt {2}}}, y está representado en forma matricial de la siguiente manera 
{\displaystyle \operatorname {H} ={\frac {1}{\sqrt {2}}}{\begin{pmatrix}1&1\\1&-1\end{pmatrix}}}
o lo que es lo mismo
{\displaystyle {\begin{cases}H|0\rangle ={\frac {1}{\sqrt {2}}}(|0\rangle +|1\rangle )\equiv |+\rangle \\H|1\rangle ={\frac {1}{\sqrt {2}}}(|0\rangle -|1\rangle )\equiv |-\rangle \end{cases}}}
Donde {\displaystyle |+\rangle } y {\displaystyle |-\rangle } son las componentes de una base denominada base de Hadamard, muy utilizada en mecánica cuántica. Entonces Alice aplicará este operador sobre su primer qubit (recordar que es el que pertenecía originalmente al estado {\displaystyle |\Psi \rangle }), quedándole lo siguiente
{\displaystyle |\Psi _{2}\rangle =H|\Psi _{1}\rangle ={\frac {1}{\sqrt {2}}}[\alpha {\frac {1}{\sqrt {2}}}(|0\rangle +|1\rangle )(|00\rangle +|11\rangle )+\beta {\frac {1}{\sqrt {2}}}(|0\rangle -|1\rangle )(|10\rangle +|01\rangle )]}
y si se opera y agrupa en qubits de Alice y qubits de Bob (recordar que, según el orden en el que aparecen, los dos primeros qubits son de Alice y el tercero de Bob), se obtendrá lo siguiente
{\displaystyle |\Psi _{2}\rangle ={\frac {1}{2}}[|00\rangle _{A}(\alpha |0\rangle _{B}+\beta |1\rangle _{B})+|01\rangle _{A}(\alpha |1\rangle _{B}+\beta |0\rangle _{B})+|10\rangle _{A}(\alpha |0\rangle _{B}-\beta |1\rangle _{B})+|11\rangle _{A}(\alpha |1\rangle _{B}-\beta |0\rangle _{B})]}

### Último paso: Medida y transmisión
Como se puede ver, el estado {\displaystyle |\Psi _{2}\rangle } está agrupado en qubits de Alice y, para cada posible combinación de ellos, el estado en el que estará el qubit de Bob. Por lo tanto, ahora Alice medirá sobre sus dos qubits, llamando al resultado de la medida {\displaystyle M_{1}M_{2}}, cuyos valores pueden ser o {\displaystyle 0} o {\displaystyle 1}. Al medir, el estado {\displaystyle |\Psi _{2}\rangle } colapsará a una de sus cuatro opciones, llamando al estado resultante {\displaystyle |\Psi _{3}(M_{1}M_{2})\rangle }, que es el estado que, tras medir Alice, tiene Bob. Pero hay que recordar que lo que se quiere es que Bob tenga el estado {\displaystyle |\Psi \rangle }, por lo que se tendrá que aplicar operadores ({\displaystyle \mathrm {I} ,X,iY,Z}) al estado {\displaystyle |\Psi _{3}(M_{1}M_{2})\rangle } para obtener {\displaystyle |\Psi \rangle }. 
Estos operadores no son más que las matrices de Pauli. Vamos a recordar antes como actúan estos operadores sobre los estados {\displaystyle |0\rangle } y {\displaystyle |1\rangle }
{\displaystyle {\begin{cases}\mathrm {I} |0\rangle =|0\rangle \\\mathrm {I} |1\rangle =|1\rangle \end{cases}}} {\displaystyle {\begin{cases}X|0\rangle =|1\rangle \\X|1\rangle =|0\rangle \end{cases}}} {\displaystyle {\begin{cases}iY|0\rangle =-|1\rangle \\iY|1\rangle =|0\rangle \end{cases}}} {\displaystyle {\begin{cases}Z|0\rangle =|0\rangle \\Z|1\rangle =-|1\rangle \end{cases}}}
Al medir Alice {\displaystyle M_{1}M_{2}}, le enviará a Bob por un canal clásico estos dos bits. Al recibirlos Bob, él ya sabrá qué operación tiene que hacer para obtener el estado {\displaystyle |\Psi \rangle }. En la siguiente tabla se tiene un esquema de las posibles opciones y las operaciones a aplicar
| Medida de Alice {\displaystyle M_{1}M_{2}} | Estado de Bob {\displaystyle \|\Psi _{3}(M_{1}M_{2})\rangle } | Operación a aplicar          | Resultado                                                                                |
| ------------------------------------------ | ------------------------------------------------------------- | ---------------------------- | ---------------------------------------------------------------------------------------- |
| 00                                         | {\displaystyle \alpha \|0\rangle +\beta \|1\rangle }          | {\displaystyle \mathrm {I} } | {\displaystyle \mathrm {I} \|\Psi _{3}(00)\rangle =\alpha \|0\rangle +\beta \|1\rangle } |
| 01                                         | {\displaystyle \alpha \|1\rangle +\beta \|0\rangle }          | {\displaystyle X}            | {\displaystyle X\|\Psi _{3}(01)\rangle =\alpha \|0\rangle +\beta \|1\rangle }            |
| 10                                         | {\displaystyle \alpha \|0\rangle -\beta \|1\rangle }          | {\displaystyle Z}            | {\displaystyle Z\|\Psi _{3}(10)\rangle =\alpha \|0\rangle +\beta \|1\rangle }            |
| 11                                         | {\displaystyle \alpha \|1\rangle -\beta \|0\rangle }          | {\displaystyle ZX=iY}        | {\displaystyle ZX\|\Psi _{3}(11)\rangle =\alpha \|0\rangle +\beta \|1\rangle }           |

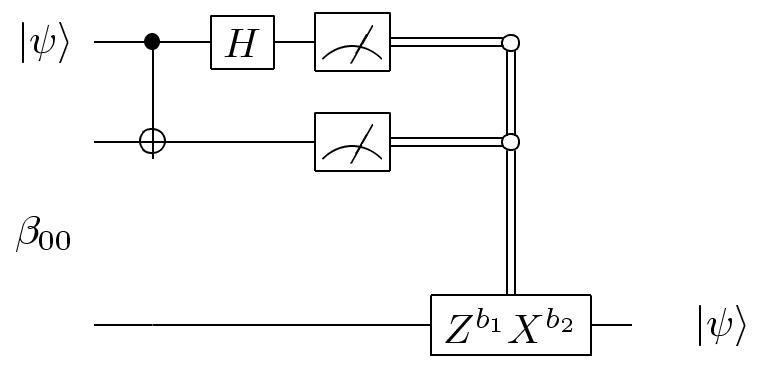
Esquema de la teleportación cuántica, circuito cuántico.

Entonces, tras recibir Bob los dos bits clásicos y aplicar las operaciones pertinentes, ya tiene el estado que se quería enviar desde un principio, {\displaystyle |\Psi \rangle }. Ya se ha teleportado un estado. Un esquema de lo que se ha realizado se puede ver en la figura de la derecha, que se denomina circuito cuántico. En el esquema identificamos como el entrelazamiento (cuando aplicamos la puerta CNOT) entre los estados {\displaystyle |\beta _{00}\rangle } y {\displaystyle |\Psi \rangle } a la línea de unión al principio del esquema. La H se identifica con la aplicación del operador de Hadamard. Los segmentos de curva con una línea cruzada identifica las medidas de Alice. Por último, la expresión que se ve de la forma {\displaystyle X^{b_{2}}Z^{b_{1}}} no es más que las operaciones que se realizan en la tabla anterior, identificando {\displaystyle b_{1}} con {\displaystyle M_{1}} y {\displaystyle b_{2}} con {\displaystyle M_{2}}.

## Intercambio de entrelazamiento
El entrelazamiento cuántico puede ser aplicado no sólo a estados puros, sino también a estados mezcla, o inclusive a un estado no definido de una partícula entrelazada. El "intercambio de entrelazamiento" es un ejemplo simple e ilustrativo.
Supongamos que dos partes, Alice y Carol, necesitan crear un canal de teleportación pero carecen de un par de partículas entrelazadas, lo cual hace que esta tarea sea imposible. Además, supongamos que Alice tiene en su poder una partícula que está entrelazada con una partícula que pertenece a una tercera parte, Bob. Si Bob teletransporta su partícula a Carol, hará que la partícula de Alice se enlace automáticamente con la de Carol.
Una forma más simétrica de explicar la situación es la siguiente: Alice tiene una partícula, Bob tiene dos, y Carol una. La partícula de Alice y la primera de Bob están entrelazadas, de la misma manera que la segunda de Bob está entrelazada con la de Carol.
```
                     ___
                    /   \
Alice-:-:-:-:-:-Bob1 -:- Bob2-:-:-:-:-:-Carol
                    \___/
```

Ahora, si Bob realiza una medida proyectiva sobre sus dos partículas en una base de Bell (ver Analizador de Estado de Bell), y luego comunica el resultado a Carol, tal como lo describe el esquema de arriba, el estado de la primera partícula de Bob puede ser enviado por teleportación a Carol. Si bien Alice y Carol nunca interactuaron entre sí, sus partículas están ahora entrelazadas.

## Estado de N-dimensiones
Todo esto que se ha realizado ha sido para dos dimensiones, es decir, cuando se tienen bits y qubits. Pero se puede generalizar para N dimensiones, teniendo dits y qudits (que viene del inglés por ser d-dimensional), como por ejemplo, trits y qutrits. Para dos dimensiones, se tiene que las componentes de la base de dimensión 2 del espacio de Hilbert (que no la única base, si no la usual o canónica) son {\displaystyle |0\rangle } y {\displaystyle |1\rangle }, entonces, para N dimensiones, la base estará formada desde {\displaystyle |0\rangle } hasta {\displaystyle |N-1\rangle }.
Entonces, si se tienen tres qudits (los dos compartidos más el que se quiere enviar), tendremos un espacio de {\displaystyle N^{3}} dimensiones (en el caso de tres qutrits, la dimensión es 27). Para teleportar, el proceso descrito no cambia: Alice sigue midiendo dos de los tres qudits en una base del subespacio de {\displaystyle N^{2}} dimensiones y se lo comunica clásicamente a Bob, que sabrá qué operación realizar para obtener el estado deseado. Destacar que, como no estamos en 2 dimensiones, los operadores utilizados aquí ({\displaystyle CNOT,H,X,Y,Z}) tendrán que ser redefinidos para cada dimensión.